# صموئيل باك
صموئيل باك (بالإيطالية: Samuel Bak؛ بالعبرية: שמואל בק؛ بالإنجليزية: Samuel Bak) هو رسام إسرائيلي وإيطالي وأمريكي، ولد في 12 أغسطس 1933 في فيلنيوس في ليتوانيا.

## وصلات خارجية
- صموئيل باك على موقع IMDb (الإنجليزية)
- صموئيل باك على موقع مونزينجر (الألمانية)
- صموئيل باك على موقع ديسكوغز (الإنجليزية)